# Prato
Prato (včasih tudi Pratomagno) je mesto in občina v Toskani v Italiji in glavno mesto pokrajine Prato. Mesto je ob vznožju Monte Retaia (768 m), zadnjega vrha v verigi Calvana. Skozi mesto teče reka Bisenzio, pritok Arna.
Prato je z več kot 193.000 prebivalci drugo največje mesto v Toskani in tretje največje v osrednji Italiji, za Rimom in Firencami.
V zgodovini je gospodarstvo temeljilo na tekstilni industriji. Znani Datinijevi arhivi so pomembna zbirka pozno-srednjeveških dokumentov v zvezi z gospodarsko in trgovsko zgodovino, ki so nastali med letoma 1363 in 1410. 
Slavne cantucci, vrsta piškotov, so v srednjem veku izumili in jih še vedno pečejo lokalni peki.

## Zgodovina

### Antično obdobje
Arheološke najdbe so pokazale, da je okoliško gričevje Prata naseljeno od paleolitskih časov. Ravnino so kasneje kolonizirali Etruščani. Leta 1998 so v okolici mesta Gonfienti blizu Campi Bisenzio odkrili ostanke neznanega kraja te civilizacije. Bilo je srednje velikosti in je že bilo središče za volneno in tekstilno industrijo. Po mnenju nekaterih učenjakov je to lahko mitski Camars. Etruščansko mesto je bilo naseljeno vse do 5. stoletja pred našim štetjem, ko je zaradi neznanih razlogov razpadlo. Nadzor nad tem območjem so kasneje prevzeli Rimljani, ki so speljali svojo Via Cassia po območju, vendar niso zgradili nobenega naselja.

### Srednji vek
V zgodnjem srednjem veku so prevladovale bizantinske in langobardske uprave.
Zgodovina Prata se začne od 10. stoletja, ko sta znani dve ločeni naselji Borgo al Cornio in Castrum Prati. V naslednjem stoletju sta bili obe naselji združeni pod gospostvom gradu, družino Alberti, ki je dobila cesarski naziv grofje Prata. V istem obdobju je bila ravnica osušena in zgrajen hidravlični sistem, ki je urejal in izkoriščal vode reke Bisenzio za potrebe gualchierae (predindustrijski tekstilni stroji).
Po obleganju leta 1107 s strani vojakov Matilde iz Canosse se je Alberti umaknil v svoje družinske utrdbe v dolini Bisenzio. Prato se je lahko razvijal kot svobodna občina. V dveh stoletjih je dosegel 15.000 prebivalcev, ki jih je spodbudila cvetoča tekstilna industrija in prisotnost relikvij svetega pasu (Sacra Cintola). Sredi 12. stoletja in v začetku 14. stoletja je bilo treba zgraditi dve novi liniji obzidja.
Leta 1326 je Prato, da bi se izognili ekspanzionizmu Florentinske republike, prostovoljno prešel pod pokroviteljstvom Roberta Anžujskega, kralja Neaplja. Vendar pa je 23. februarja 1351 Ivana I. Neapeljska prodala mesto Florentinski republiki v zameno za 17.500 zlatih florinov.
Prato je v naslednjih stoletjih sledil zgodovini Firenc.

### Sodobnost
Leta 1512 so v času vojne Cambraiske lige, so mesto oplenili španski vojaki, ki sta jih vodila papež Julij II. in aragonski kralj Ferdinand II., da bi zasedli bližnje mesto Firence za družino Medici. Resnost plenjenja Prata je privedlo do predaje Florentinske republike in do obnove vladavine Medičejcev. Zgodovinarji razpravljajo o dejanskem številu ljudi, ki so bili ubiti, vendar sodobni kronisti ocenjujejo med 2000 in 6000.
Leta 1653 je Prato dobil status mesta in postal sedež katoliške škofije. Mesto je bilo okrašeno zlasti v 18. stoletju.
Po združitvi Italije v 19. stoletju je Prato postal primarni industrijski center, zlasti v tekstilnem sektorju (italijanski zgodovinar Emanuele Repetti ga je opisal kot »italijanski Manchester«). Leta 1901 je število prebivalcev naraslo na 50.000 in v 2001 na 180.000. V mestu je prišlo do velikega notranjega priseljevanja. Prej del pokrajine Firence, leta 1992 Prato postal glavno mesto istoimenske pokrajine.

## Znamenitosti
V Pratu so številni muzeji in drugi kulturni spomeniki, vključno freske  Filippa Lippija v stolnici svetega Štefana, pred kratkim obnovljena. Stolnica ima zunanjo prižnico, delo  Donatella in Michelozza, zgrajena in še vedno uporabljena za prikaz znamenitih relikvij Device Marije, Tomaževega pasu (Sacra Cintola, pas iz vrvi), ki je imel velik ugled v poznem srednjem veku in je pogosto je prikazan v florentinski umetnosti. Zanimivo je tudi Teatro Metastasio, glavno mestno prizorišče opere in drugih gledaliških produkcij, ki je bilo zgrajeno leta 1829-30.

### Palače in grad v zgodovinskem centru
- Palazzo Pretorio. Palača se je začela graditi v 13. stoletju v rdeči opeki; Dodatek poznega gotskega sloga je bil v belem kamnu. Zunanje stopnišče in ura sta bila dodana v 16. stoletju in kasneje.
- Palazzo Datini, zgrajena leta 1383 za trgovca Francesca Datinija. Okrasili so jo florentinski umetniki, kot sta Agnolo Gaddi in Niccolò Gerini. Leta 1409 je bila dom  protipapeža Aleksandra V. in Ludvika Anžujskega.
- Palazzo degli Alberti (13. stoletje), danes muzej z deli Filippa Lippija (Madonna del Ceppo), Bellinija (Križanje z judovskim pokopališčem) in  Caravaggia (Kronanje s trnjem).
- Castello dell'Imperatore – Cesarski grad; je v središču mesta, to je najsevernejši grad, ki ga je zgradil Friderik II. Hohenstaufen v Italiji.

### Cerkve v zgodovinskem centru
- Stolnica svetega Štefana, ena najstarejših cerkev v mestu, obstoja od 10. stoletja. Zgrajena je bila v več zaporednih fazah v romanskem slogu. Cerkev vsebuje vrsto pomembnih umetniških del, še posebej lepo kiparstvo.
- Cerkev Santa Maria delle Carceri. Naročil jo je Lorenzo de' Medici, zasnoval pa Giuliano da Sangallo leta 1484 na tlorisu grškega križa, ki ga navdihuje Brunelleschijeva kapela Pazzi. Dela so trajala dvajset let. V notranjosti prevladuje friz v dvobarvni majoliki Luca della Robbia, avtorja štirih tondov, ki prikazujejo štiri evangeliste v kupoli. Zunanja fasada je nedokončana, zgolj zahodni del, ki so ga zaključili v 19. stoletju po zasnovi Sangalla.
- Sant'Agostino: zgrajena iz leta 1440 nad obstoječo zgradbo iz leta 1271. Ima preprosto fasado z rozeto in zvonikom s piramidnim vrhom. Notranjost ima obliko bazilike, z glavno in dvema stranskima ladjama, razdeljene z opečnimi stebri, ki imajo kapitele (1410). Apsidne kapelice segajo v pozno 14. stoletje. V notranjosti so platna Giovanni Battista Naldinija, Lorenza Lippija, L'Empoli, Giovannija Bizzellija in drugih, pa tudi freske iz 14. stoletja. Križni hodnik izvira iz 16. stoletja.
- San Domenico. Notranji oltarji imajo razpela iz 14. stoletja in Oznanjenje Mattea Rossellija (1578-1650). Križni hodnik je bil zgrajen leta 1478-80. Sosednji muzej ima del zidnih fresk.
- San Francesco. V njej je nagrobni spomenik Geminiano Inghiramija (umrl 1460) in freske Niccolòja Gerinija v čudoviti Cappella Migliorati.
- San Fabiano, obstoja že od leta 1082. V njej so dragocene sledi talnega mozaika iz 9. do 11. stoletja. Značilen je tudi zvonik iz 15. stoletja.
- Mala bazilika Santi Vicenzo e Caterina de Ricci: V bližini poznobaročnega samostana San Vicenzo. Cerkev je bila okrašena za kanonizacijo Svete Katarine iz Riccija, ki je bila povezana s samostanom in je pokopan v cerkvi.

### Muzeji
- Palazzo Pretorio. Bila je stara mestna hiša sredi mesta, stoji pred sedanjim Palazzo Comunale. V njej je zdaj Muzej Prato, ki je bil ponovno odprt septembra 2013.
- Muzej stolnice Prato. Ustanovljen je bil leta 1967 v nekaj prostorih škofovske rezidence, leta 1976 pa je prostor predmetov iz stolnice sv. Štefana in škofovskega ozemlja.
- Centro per l'arte contemporanea Luigi Pecci, posvečen sodobni umetnosti zadnjih treh desetletij. Kompleks sestavlja Muzej sodobne umetnosti, Center za informiranje in dokumentacijo, vključno z vizualnimi umetnostmi in oddelek za izobraževanje.
- Tekstilni muzej in knjižnica sta sidrna točka na evropski poti industrijske dediščine.
- Galleria di Palazzo degli Alberti, dom umetniške galerije lokalne banke (nekdanje Cassa di Risparmio di Prato). V zbirki je tudi Kronanje s trnjem, Caravaggia (1604).
- Museo della Deportazione, posvečen zgodovini dogajanja v času fašizma in nastajajoči moči v Italiji.

## Pomembni meščani
- Nicolo Albertini, kardinal v 13. stoletju
- Lorenzo Bartolini, kipar
- Sem Benelli, pisatelj
- Antonio Brunelli, skladatelj
- Ferdinando Castagnoli, arheolog
- Ignazio Fresu, kipar
- Filippino Lippi, slikar 15. stoletje

## Pobratena mesta
Prato je pobraten z:
| - grofija Albemarle, ZDA, od 1977 - Bir-Lehlu, Demokratična arabska republika Sahara od 1997 - Bovino, Italija - Čangžou, Kitajska, od 1987 - Ebensee, Avstrija, od 1987 | - Nam Dinh, Vietnam, od 1975 - Roubaix, Francija, od 1981 - Sarajevo, Bosna in Hercegovina, od 1995 - Tomaszów Mazowiecki, Poljska - Wangen im Allgäu, Nemčija, od 1988 |